# Projekt Babylon
Das Projekt Babylon, auch Projekt 839, war der Bau von Superkanonen des kanadischen Ingenieurs Gerald Bull für den Irak. Das Projekt begann im März 1988 noch während des Ersten Golfkriegs und endete mit der Zerstörung der Superkanonen im November 1991 unter der Aufsicht von UN-Inspektoren.

## Anfänge

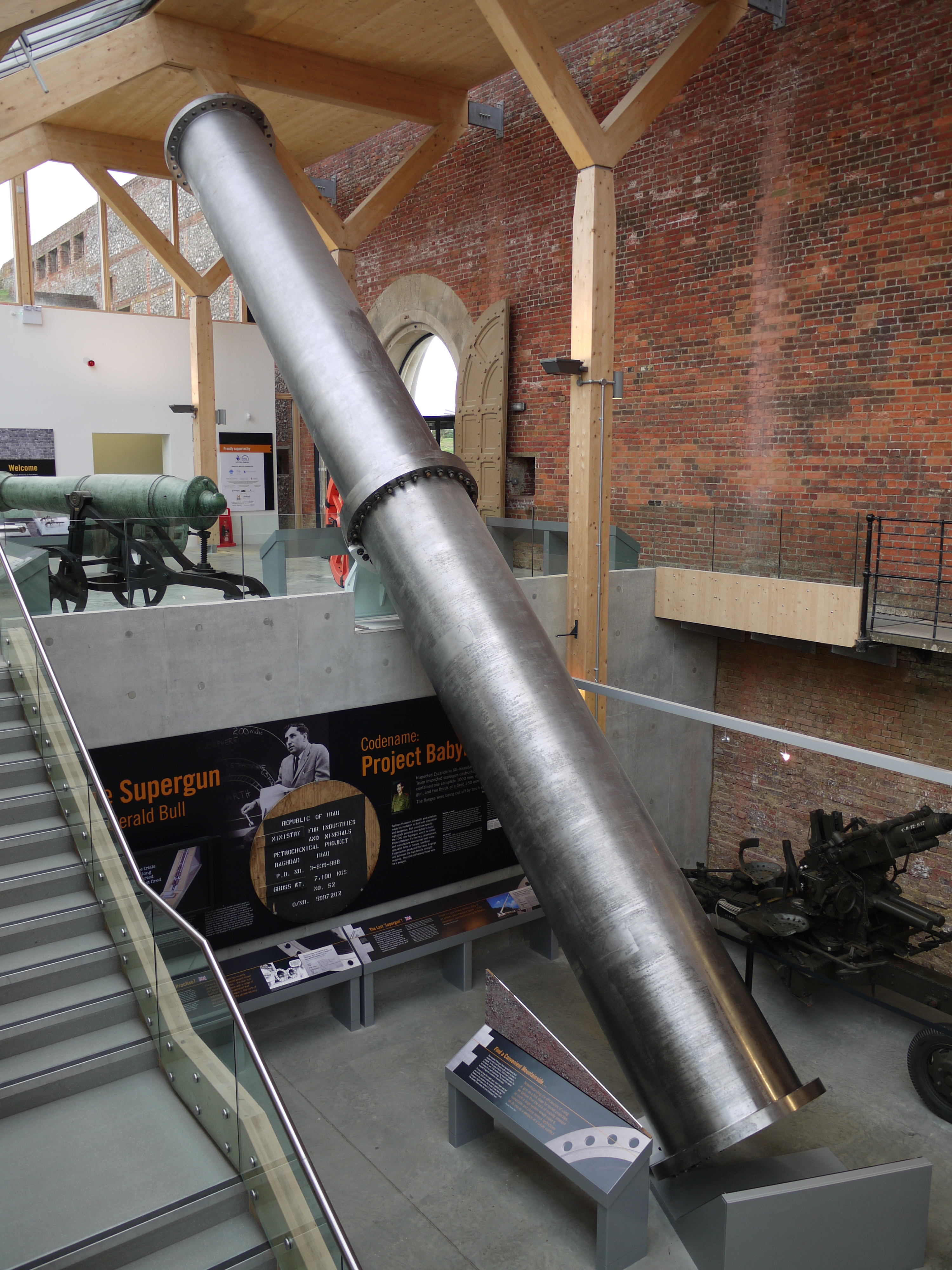
Irakische Superkanone, 1000 mm, zwei Teilstücke

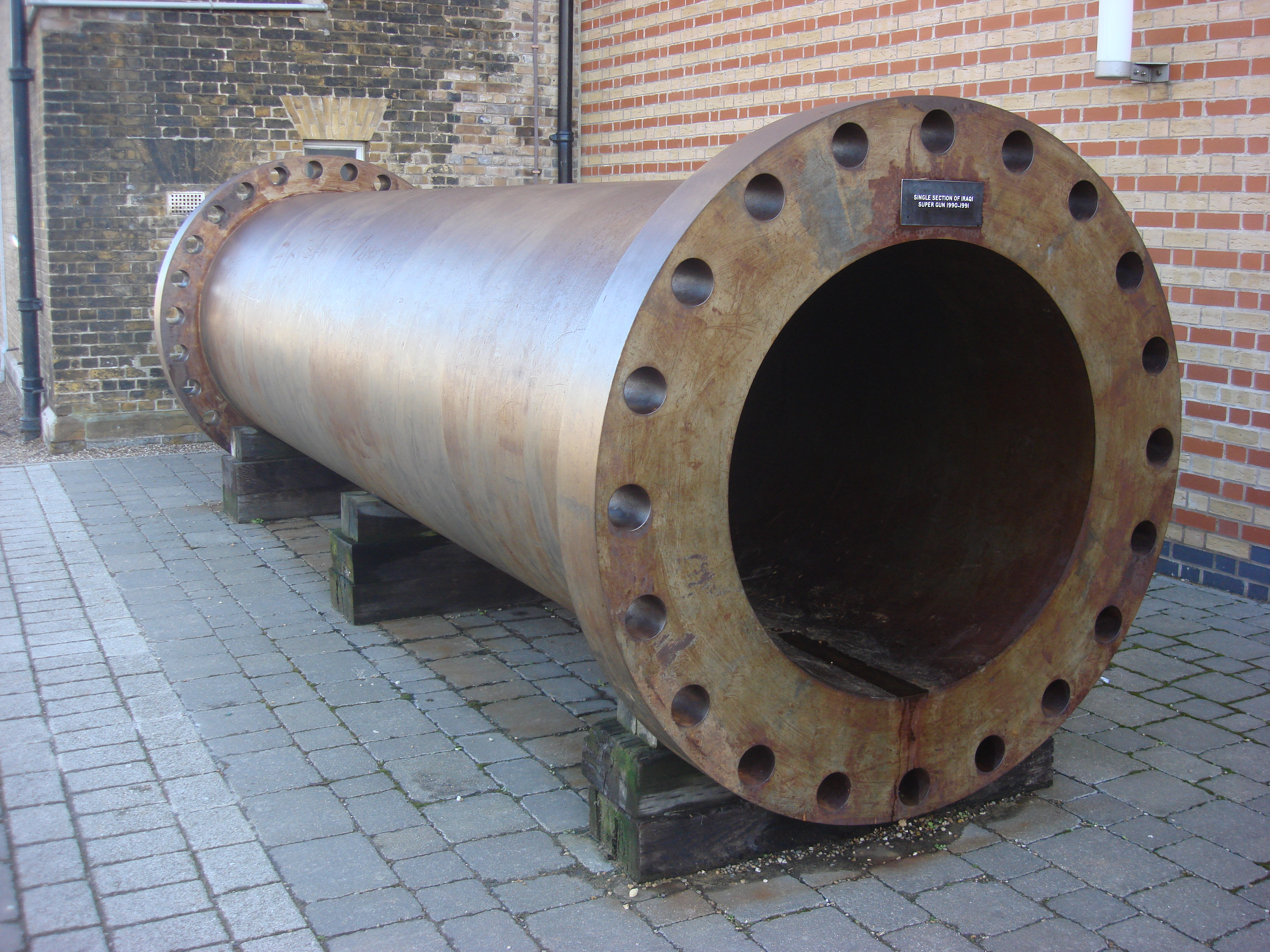
Irakische Superkanone, 1000 mm, Teilstück

Um seine Forschungen zu finanzieren, nahm Gerald Bull den Auftrag an, für den Irak unter Saddam Hussein fünf Superkanonen zu entwickeln, ähnlich der früheren deutschen V3-Kanone. Sie sollten in der Lage sein, Israel zu erreichen. Das Projekt 839 sah den Bau folgender Kanonen vor:
- zwei Kanonen mit Kaliber 1000 mm
- zwei Kanonen mit Kaliber 350 mm und 30 Meter Rohrlänge sowie
- eine Kanone mit Kaliber 350 mm und 52,5 Meter Rohrlänge.[1]

### Kaliber 1000 mm
Das Rohrsystem sollte aus 26 Teilstücken zu je 5 bis 6 m Länge aufgebaut sein und eine maximale Länge von 150 m aufweisen. Die Komponenten wurden von der irakischen Oil Equipment Company bestellt, von 13 europäischen Firmen hergestellt und teilweise geliefert, bevor der britische Geheimdienst Secret Intelligence Service im Jahre 1990 weitere Lieferungen vereitelte. Eine Kanone sollte, horizontal montiert, für Testversuche im Gebiet um Jerf Al-Sakhar aufgebaut und später – bei erfolgreichen Tests – im 45-Grad-Winkel bei Dschabal Sindschar aufgebaut werden. Die maximale Reichweite sollte 760 km betragen. Die Endmontage wurde nie abgeschlossen, da wichtige Teile den Irak nicht erreichten; ebenso gab es kein Projektil für die Superkanone.

### Kaliber 350 mm
Der Irak versuchte relativ früh, die Entwicklung der 350-mm-Kanone voranzutreiben, nachdem die 1000-mm-Kanone nicht den Erwartungen entsprochen hatte. Die 30-m-Version bestand aus drei Abschnitten mit je 10 m Rohrlänge, die 52,5-m-Version aus fünf Abschnitten, wobei der letzte Abschnitt 12,5 m betrug. Nur die 52,5-m-Version wurde jemals komplett montiert und getestet; zunächst auf einer Eisenbahn-Lafette, als Eisenbahngeschütz, später im 45-Grad-Winkel bei Dschabal Sindschar und Dschabal Hamrin. Die 52,5-m-Version wurde (systembedingt) für eine maximale Reichweite von 491 Kilometern und eine maximale Mündungsgeschwindigkeit von 2510 m/s ausgelegt, die kürzere 30-m-Version auf 270 Kilometer Reichweite und eine Mündungsgeschwindigkeit von 1937 m/s. Die aus Aluminium gefertigten Projektile wogen 67 kg (bei einer Nutzlast von 15 kg), die dabei benutzten Treibladungen bis zu 277,2 kg.

## Wunsch und Wirklichkeit
Laut einer Aussage des irakischen Generals Hussein Kamel sollte die Waffe verwendet werden, um feindliche Satelliten lahmzulegen:

“It was meant for long-range attack and also to blind spy satellites. Our scientists were seriously working on that. It was designed to explode a shell in space that would have sprayed a sticky material on the satellite and blinded it.”

„Es war für Angriffe auf große Entfernung und für die Blendung von Spionagesatelliten ausgelegt. Unsere Wissenschaftler haben tatsächlich daran gearbeitet. Es wurde so entworfen, dass eine Granate im All explodieren und ein haftendes Material auf den Satelliten versprühen sollte, um ihn zu blenden.“

„Diktator Saddam Hussein läßt Monster-Geschütze bauen, die Satelliten ins All schießen können, aber auch chemische oder atomare Sprengköpfe in den ganzen Nahen Osten. […] Mit der Superkanone will sich Saddam Hussein eine Waffe beschaffen, die einfacher, billiger und auch zielgenauer ist als alles, was seine Raketentechniker bislang hinbekommen haben.“

Tatsächlich wurden bei Schießversuchen vom 3. Juni bis 24. September 1990 bei Dschabal Hamrin mit der 52,5-m-Kanone eine maximale Reichweite von 229 km und eine maximale Flughöhe von 62 km erzielt. Die angestrebte Zielgenauigkeit sollte bei 500 Metern liegen; der Irak investierte in die Entwicklung insgesamt 28,6 Millionen Dollar. Die UNMOVIC konnte in ihrem Abschlussbericht die Verwendung der Superkanonen für den Verschuss von Massenvernichtungswaffen (atomar, biologisch, chemisch) gänzlich ausschließen.

## Mediale Rezeption
- Im Spielfilm Doomsday Gun von 1994 wird die Geschichte der Superkanone thematisiert.[5]
- Das Projekt Babylon bildet den Hintergrund zu Frederick Forsyths Thriller Die Faust Gottes.
- In dem Krimi Totes Laub (Der elfte Fall für Gamache) von Louise Penny, erschienen im Februar 2022, dienen die Geschichte von Gerald Bull und das Projekt Babylon als Mordmotiv.